# جيسوس سانتريتش
جيسوس سانتريتش (31 يوليو 1967 - 17 مايو 2021) كان زعيم حرب العصابات للقوات المسلحة الثورية لكولومبيا - الجيش الشعبي (فارك - الجيش الشعبي). كان عضوًا في مجلس النواب الكولومبي حتى أغسطس 2019 وكان مندوبًا عن القوات المسلحة الثورية لكولومبيا في عملية السلام الكولومبية في هافانا.
كان عضوًا في منظمة الشباب الشيوعي عندما كان مراهقًا ودرس العلوم الاجتماعية في جامعة أتلانتيكو.
كان مطلوباً من قبل حكومة الولايات المتحدة بتهمة الاتجار بالمخدرات، التي نفذت بعد ستة أشهر من عملية السلام.
قُتل سانتريش في 17 مايو 2021 أثناء إطلاق نار في فنزويلا. ومات خمسة أشخاص آخرين في الحادث. بعد وفاته، نشرت وسائل الإعلام عدة روايات عن المسؤول، حيث ألقى البعض باللوم على المرتزقة، وألقى الحرس الوطني الفنزويلي والقوات المسلحة الثورية لكولومبيا باللوم على الكوماندوز الكولومبيين العاملين بشكل غير قانوني في فنزويلا.